# Bresegard bei Eldena
Bresegard bei Eldena is een gemeente in de Duitse deelstaat Mecklenburg-Voor-Pommeren, en maakt deel uit van het Landkreis Ludwigslust-Parchim.
Bresegard bei Eldena telt 199 inwoners.